# Myzomèle cravaté
Vous lisez un « bon article » labellisé en 2013.
Sugomel nigrum, Certhionyx niger
Espèce
Synonymes
- Myzomela nigra Gould, 1837 (protonyme)
- Certhionyx niger (Gould, 1838)
- Sugomel niger (Gould, 1838)

Statut de conservation UICN

 LC  : Préoccupation mineure
Le Myzomèle cravaté (Sugomel nigrum) est une espèce d'oiseaux de la famille des Meliphagidae. Le Myzomèle cravaté présente un dimorphisme sexuel prononcé, le mâle étant noir et blanc tandis que la femelle est gris-brun et mouchetée ; les jeunes ressemblent à la femelle. L'espèce est endémique d'Australie et on la trouve couramment à travers les régions arides et les savanes boisées et arbustives du continent, en particulier dans les zones où les buissons du genre Eremophila sont fréquents.
Le Myzomèle cravaté se nourrit de nectar et dispose d'un long bec recourbé pour atteindre la base de fleurs tubulaires telles que celles des Eremophila. Il attrape également des insectes au vol et consomme régulièrement du charbon de bois laissé lors de feux de camp. Le mâle chante en vol durant la saison des amours, mais ne contribue guère à la construction du nid et à l'incubation des œufs. Les deux parents participent en revanche à l'alimentation des jeunes. Alors que les effectifs semblent être en déclin, l'oiseau dispose d'une population et d'une aire de répartition suffisamment importantes pour être considéré comme de préoccupation mineure sur la liste rouge de l'Union internationale pour la conservation de la nature.

## Description

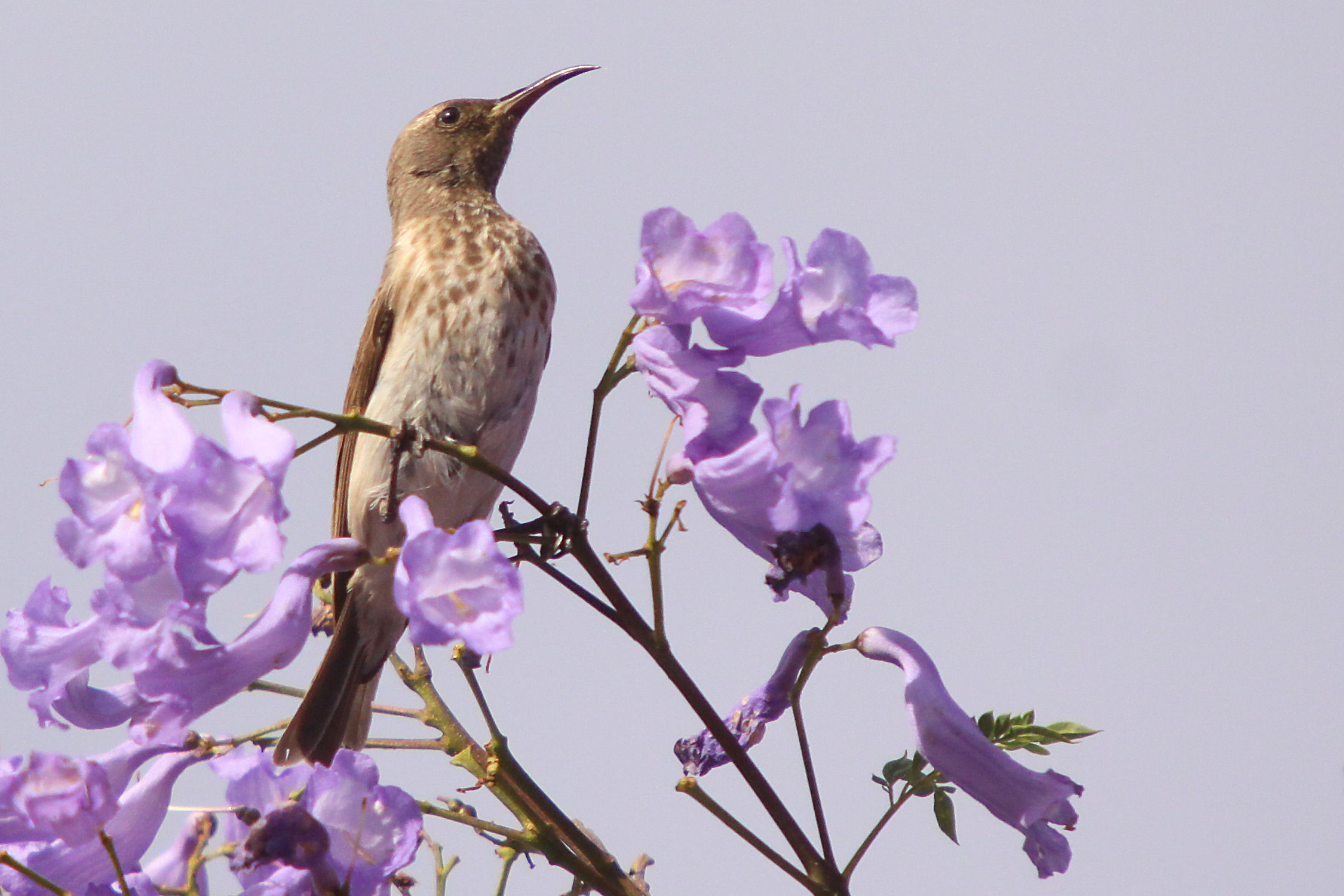
Une femelle dans un jacaranda.

Le Myzomèle cravaté est un petit myzomèle avec un long bec étroit incurvé vers le bas, une petite tête arrondie surmontant une nuque plus fine, un corps dodu et une queue courte et légèrement fendue. Il a des ailes relativement longues par rapport à sa taille, à l'extrémité plus pointue que chez les autres Meliphagidae. Cette particularité lui permet de voler rapidement entre les buissons et de pouvoir faire du surplace au-dessus des fleurs.
Il y a un dimorphisme sexuel bien marqué chez cette espèce. Le mâle adulte est noir et blanc, avec une tête, une nuque, des ailes et des parties supérieures noires, et un trait noir s'étendant du milieu de la poitrine à l'abdomen auquel il doit l'épithète « cravaté » de son nom français. Le ventre, les flancs et le dessous de la queue sont blancs. La couronne de la femelle, ses couvertures parotiques et ses parties supérieures sont marron chamoisé, avec un sourcil clair et la poitrine parsemée de petites taches gris-brun, pour passer progressivement à un blanc terne sur le ventre. Chez le mâle comme la femelle, l'iris est marron foncé et le bec et les pattes sont marron noirâtre. Les jeunes sont similaires aux femelles adultes, mais le haut de la poitrine et la gorge tendent à être plus uniformes et la base du bec est plus pâle. Vus de loin, les jeunes sont difficiles à distinguer des adultes.

## Comportement
Le Myzomèle cravaté est continuellement en mouvement, battant des ailes sur place, attrapant des insectes en vol et chassant constamment les intrus de ses sources de nourriture. Gould décrit son vol comme remarquablement rapide, avec des départs en zigzag.

### Cri
Le Myzomèle cravaté est calme en dehors de la période de reproduction, mais on l'entend régulièrement juste avant et pendant la période de couvaison, souvent très tôt le matin. Son cri comprend un léger son métallique retranscrit en chwit, chwit dans la littérature anglophone, un tieee plus fort, avec un ton monotone et un intervalle de plusieurs secondes espaçant chaque appel et un faible peeee, généralement employé par les mâles en reproduction. Lorsqu'il chante en volant, le mâle emploie un double tieee-tieee. Un doux cri de réprimande est émis par les deux parents à l'égard de leurs oisillons ou pour les appeler lors de la distribution de la nourriture. Les oiseaux émettent également un bruit sec lorsqu'ils attrapent les insectes en vol.

### Alimentation

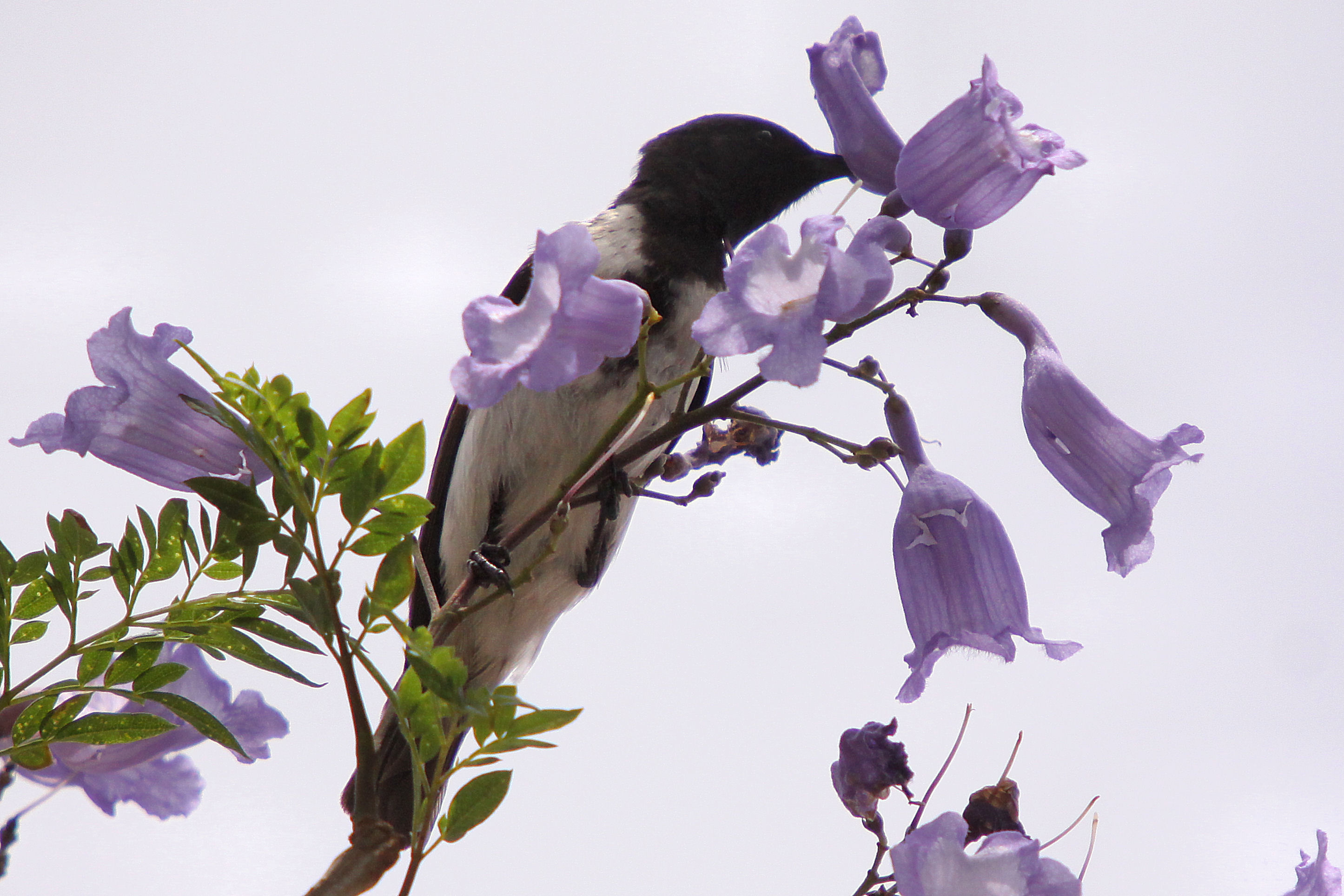
Un mâle se nourrissant de nectar sur une fleur de jacaranda.

Le Myzomèle cravaté se nourrit de nectar, sondant les fleurs et le feuillage avec son bec long et fin. On le trouve principalement dans les couronnes d'eucalyptus, dans les touffes de gui ou dans les arbustes et les buissons comme ceux composés d'Eremophila. Une étude menée dans le Sud de l'Australie a observé le Myzomèle cravaté visitant les fleurs d'Eremophila longifolia, Eremophila oppositifolia, Eucalyptus incrassata et Grevillea ilicifolia. Il attrape aussi fréquemment de petits insectes. Le Myzomèle cravaté se maintient en vol stationnaire au-dessus des fleurs lorsqu'il s'alimente. On le trouve généralement seul, en couple ou en petits groupes. Il peut former de grandes bandes mixtes à proximité d'importantes sources de nourriture, s'associant à d'autres oiseaux tels que le Méliphage varié (Certhionyx variegatus) et le Langrayen bridé (Artamus superciliosus). Comme beaucoup d'autres méliphages, le Myzomèle cravaté capture les insectes au vol. Le mâle, en particulier, s'élève à une hauteur pouvant atteindre 15 mètres pour saisir un insecte dans les airs, avant de redescendre brutalement à hauteur de ses perchoirs habituels.
Une étude sur le Myzomèle cravaté portant sur sept sites en Australie-Occidentale a observé que les femelles en reproduction consommaient les cendres des feux de camping et les visitaient fréquemment. Ainsi ces oiseaux semblent attirés par les feux et des groupes d'une demi-douzaine d'individus se regroupent autour comme des « abeilles qui bourdonnent autour d'un pot de miel ». Après avoir picoré les cendres, certaines femelles cherchent des insectes, dans le feuillage d'un Eucalyptus capillosa voisins, puis retournent chercher des cendres. Ce comportement peut aller d'un simple coup de bec dans les cendres à une alimentation maintenue pendant une minute ou plus. Les mâles s'approchent parfois du feu, mais aucun n'a été vu ingurgiter des cendres. La plaque incubatrice est bien développée chez les oiseaux capturés près des feux et on pense que les femelles mangent ces cendres surtout en période de ponte et d'incubation. La cendre de bois est riche en calcium et on a émis l'hypothèse selon laquelle les femelles mangeaient des cendres pour corriger un déficit de calcium lié à la ponte, les coquilles étant elles-mêmes riches en cet élément. D'autres petits oiseaux, tels que les colibris d'Amérique, ont été observés mangeant des matériaux riches en calcium comme des cendres, des os ou des coquilles, et on pense que les os de petites espèces ne sont pas en mesure de stocker suffisamment de calcium pour la production d'œufs.

### Reproduction
La saison de reproduction s'étend de juillet à décembre (principalement entre août et novembre) et se poursuit plus rarement après la saison des pluies. On observe une certaine variation selon la région, et les oiseaux d'Australie-Occidentale commencent leur saison de reproduction plus tôt que ceux du Queensland qui attendent le mois de mars. Les populations de Myzomèles cravatés se concentrent alors dans les zones où leurs plantes de prédilection et les insectes sont abondants, pour faciliter l'approvisionnement des jeunes. Au début de la saison des amours, les mâles peuvent être vus en train de chanter en vol et faire dans les airs une série d'acrobaties en zigzag.
Les couples reproducteurs de Myzomèles cravatés nichent en groupes ou en colonies éparses. Les mâles défendent agressivement un petit territoire contre des membres de leur propre espèce mais aussi d'autres espèces de méliphages. Les deux membres du couple semblent être impliqués dans le choix du site de nidification. Le nid est habituellement situé sur le bas d'une branche morte ou à la fourche d'une branche d'un petit arbre ou d'un arbuste. Parfois c'est un arbre tombé à terre, comme un pin du genre Callitris, qui est choisi comme site de nidification. La femelle recueille les matériaux pour bâtir son nid à proximité du site choisi, tandis que le mâle vole en chantant. Elle construit un nid peu profond, ouvert et en forme de coupe à partir de brindilles fines, d'herbe et d'autres végétaux liés avec des toiles d'araignées. Elle tapisse ensuite le fond d'herbes, de racines, de fibres, de crins de cheval, de fleurs ou de laine. Au fur et à mesure que les petits grandissent, le nid devient une soucoupe quasiment plate.
La femelle pond deux ou trois œufs de 15 millimètres de long pour 12 millimètres de large qui ont une forme caractéristique ovale gonflée. Ils sont légèrement lustrés, d'un blanc chamoisé et parsemés de taches brun rougeâtre et grises qui forment souvent une nuée au niveau de l'extrémité la plus large de l'œuf. Les nids du Myzomèle cravaté sont parfois parasités par le Coucou de Horsfield (Chrysococcyx basalis). La femelle couve seule, laissant les œufs exposés pendant de courtes périodes de la journée lorsqu'elle quitte le nid pour aller chasser des insectes. Lorsqu'on l'approche, elle tente de se cacher au fond du nid pour ne pas être remarquée ou d'éloigner le prédateur du nid, s'il est trop tard, en attirant son attention vers elle, se laissant tomber au sol les ailes déployées.
Tandis que la femelle couve, le mâle reste sur ses gardes non loin d'elle. La période d'incubation est d'environ seize jours et les jeunes prennent leur premier envol environ dix-huit jours plus tard. À l'éclosion, les oisillons ont les yeux fermés et sont nus, portant seulement des touffes de duvet sur la tête, la nuque et le dos. Les deux parents participent à l'alimentation et aux soins des jeunes, en attrapant des insectes pour les approvisionner. Les observations effectuées sur un nid montrent que deux jeunes ont été nourris toutes les dix minutes environ, le mâle les approvisionnant trois à quatre fois plus souvent que la femelle.

## Répartition et habitat

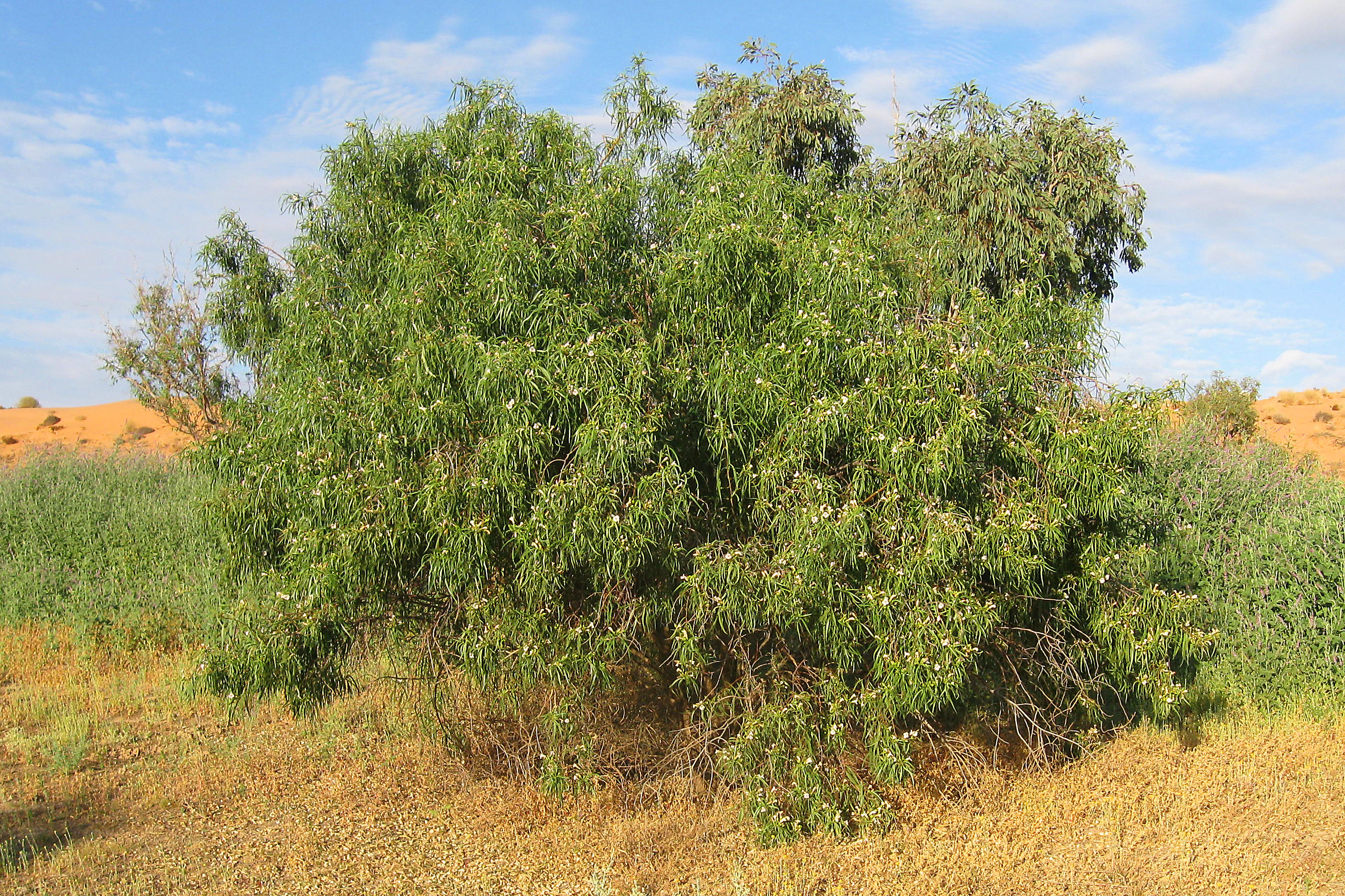
Un Eremophila dans le désert de Simpson.

Le Myzomèle cravaté vit dans les terres arides d'Australie et est bien répandu dans l'Ouest du Queensland et de la Nouvelle-Galles du Sud, jusqu'à la limite avec l'Australie-Méridionale. On l'observe occasionnellement dans le Victoria, dans les régions de  Wimmera et The Mallee. En Australie du Sud, il est présent dans le Sud-Est et il est très courant dans les régions du centre et du Nord de l'Australie-Occidentale, avec quelques observations plus rares dans le Sud près de Kalgoorlie. Dans le Territoire du Nord, il est surtout implanté près d'Alice Springs, avec quelques passages au Top End.
Sa présence dépend en partie de la présence d'Eremophila longifolia et des espèces qui lui sont associées. Ainsi, le Méliphage cravaté est surtout présent dans les bois ouverts et les buissons des régions arides et semi-arides, ainsi que dans les bois d'Acacia aneura ou de mallees. On le trouve également dans les savanes de Triodia où fleurissent des arbustes comme les Grevillea et les Melaleuca. Le Myzomèle cravaté est capable de repérer à de longues distances les buissons d'Eremophila, même s'il ne s'agit que de deux ou trois arbres, ce qui en montre bien l'importance pour l'oiseau.
Le Myzomèle cravaté est un oiseau migrateur plutôt que nomade, avec des mouvements de population saisonniers qui suivent la floraison des plantes, et notamment celle des Eremophila. Certains mouvements se font vers le sud au printemps et en été, avec un retour vers le nord en automne et en hiver. Pendant les fortes sécheresses, il a été observé au sud de Bendigo et dans la vallée Hunter. De fortes augmentations de population peuvent survenir localement après une pluie.

## Taxinomie et systématique

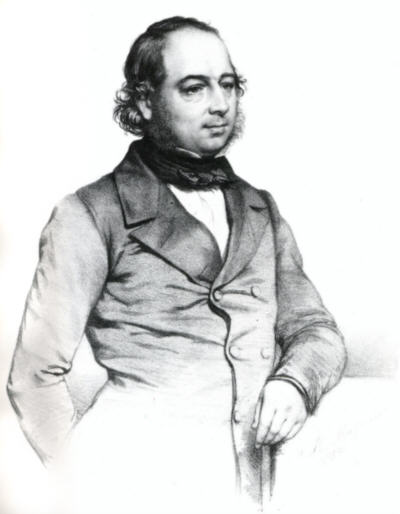
Portrait de John Gould, qui décrit l'espèce en 1838.

Le Myzomèle cravaté a été décrit pour la première fois par John Gould en 1838 sous le protonyme de Myzomela nigra, de l'adjectif latin niger signifiant « noir » se référant au plumage du mâle. Le nom générique est dérivé du grec ancien myzo signifiant « sucer » et meli pour « miel », rappelant le régime nectarivore de l'animal. En 1967, l'ornithologue Finn Salomonsen transfère l'espèce du genre Myzomela au genre Certhionyx, qui comprend alors aussi, en plus du Myzomèle à collier (C. pectoralis), le Méliphage varié (C. variegatus), aujourd'hui dans le genre Cissomela ; cette classification est reprise par la suite par d'autres auteurs. Une étude génétique de 2004 portant sur l'ADN nucléaire et mitochondrial des méliphages a conclu que l'espèce devait être considérée comme appartenant à un groupe à part, séparée des autres Myzomela, car elle avait divergé très tôt des autres espèces et avait un patrimoine génétique assez différent. Cet oiseau a du coup été reclassé dans son propre genre, Sugomel. La plupart des auteurs l'identifient comme Sugomel niger, mais le Congrès ornithologique international utilise la graphie Sugomel nigrum pour accorder l'épithète spécifique avec le genre grammatical du genre biologique.
Des analyses moléculaires ont montré que les méliphages et les myzomèles étaient apparentés aux Pardalotidae, aux Acanthizidae et aux Maluridae au sein d'une vaste super-famille des Meliphagoidea. Le Myzomèle noir, (Myzomela nigrita), que l'on trouve en Indonésie et en Papouasie-Nouvelle-Guinée, est connu sous le même nom vernaculaire anglais, Black Honeyeater, que le Myzomèle cravaté. Il s'agit d'une espèce différente, mais assez proche.

## Menaces et protection
Le Myzomèle cravaté peut être affecté par la disparition des buissons d'Eremophila, détruits pour laisser place à des pâturages. Bien que la population semble décliner, la baisse ne semble pas être particulièrement rapide. La population actuelle est en nombre suffisant et l'espèce a une aire suffisamment grande pour qu'elle soit considérée comme étant de préoccupation mineure sur la liste rouge de l'UICN.